# Elwood V. Jensen
Elwood Vernon Jensen (Fargo (Dakota del Norte), 13 de enero de 1920 – Cincinnati, 16 de diciembre de 2012) fue un distinguido profesor universitario, Cátedra George y Elizabeth Wile en Investigación del Cáncer del Centro Vontz de Estudios Moleculares de la Facultad de Medicina de la Universidad de Cincinnati. En 2004 recibió el Premio Albert Lasker de Investigación Médica Básica por su investigación por los receptores de estrógenos. Es considerado el padre en el campo de la acción hormonal.

## Biografía
Jensen se licenció en la Universidad de Wittenberg en 1940 y el doctorado en química orgánica de la Universidad de Chicago en 1944.  A partir de 1947, se centró en estudiar las hormonas de los esteroides en Chicago, donde aisló los receptores de estrógeno y descubrió su importancia en el cáncer de mama.
Jensen trabajó de forma muy cercano con el Premio Nobel Charles Huggins. Se unió al equipo de investigación en el Laboratorio Ben May para el Cáncer (ahora el Departamento de Investigación del Cáncer Ben May) en 1951 y se convirtió en director después de que Huggins se retirara. Jensen describió por primera vez el receptor de estrógeno en 1958 y posteriormente descubrió la superfamilia de receptores de hormonas nucleares junto con un mecanismo unificador que regula el desarrollo embrionario y diversas vías metabólicas..
Comenzó a trabajar en la Universidad de Cincinnati en 2002, puesto que continuó hasta 2011.

## Premios
- 1963, Doctor Honorario en la Wittenberg College
- 1974, Miembro de la Academia Nacional de Ciencias
- 1980, Premio Placa de Oro, American Academy of Achievement[6]
- 2002, Premio Internacional Brinker
- 2004, Premio Albert Lasker de Investigación Médica Básica
- 2005, Doctor Honorario en la Universidad de Atenas